# Gilles Bachelet
Gilles Bachelet (San Quintino, 5 agosto 1952) è uno scrittore e illustratore francese, specializzato nella letteratura per l'infanzia.

## Biografia
Nato nel 1952 a San Quintino, nella Francia settentrionale, Gilles Bachelet trascorse i primi anni della sua infanzia vicino a Oloron-Sainte-Marie, nei Pirenei atlantici. Nel 1971 si iscrive alla Facoltà di Arti Plastiche di Parigi mentre si prepara al concorso per la Scuola Nazionale di Arti Decorative. In quest'ultimo istituto trascorrerà cinque anni, con una pausa di alcuni mesi come direttore artistico in uno studio di design a Teheran. 
Dal 1977 inizia la sua attività di illustratore, e lascia la scuola senza conseguire il diploma. Il suo primo lavoro sarà una copertina per la rivista L'Expansion. Da allora ha lavorato come illustratore freelance per la stampa, l'editoria e la pubblicità. Collabora con molte riviste (L'Express, Lire, Marie Claire, L'Expansion, Science et Vie, Okapi, J'aime lire, Youpi, ecc.) e illustra libri per vari editori come Le Seuil, Nathan, Hachette, City Press, Harlin Quist. Dal 2001 insegna illustrazione e tecniche editoriali all'École supérieure d'art de Cambrai.

## Premi e riconoscimenti
Nel 2004 ha ottenuto il Premio Baobab al Salon du livre et de la presse jeunesse per Il mio gatto è proprio matto.. Nel 2016 ha ottenuto il Premio Andersen per Il cavaliere Panciaterra. Nel 2022 è stato selezionato per il prestigioso Premio Hans Christian Andersen.

## Opere in italiano
- Il mio gatto è proprio matto, Il Castoro, 2005. ISBN 9788880333616
- Quando il mio gatto era piccolo, Il Castoro, 2007. ISBN  9788880334156
- Napoleon champignon, trad. di G. Sertorio, Motta Junior, 2008. ISBN 9788882792886
- Ultime notizie dal mio gatto, trad. di R. Gorgani, Il Castoro, 2010. ISBN 9788880335559
- La signora Coniglio Bianco, trad. di B. Capatti, Rizzoli, 2013. ISBN 9788817070270
- Il cavaliere Panciaterra, trad. di Rosa Vanina Pavone, Il Castoro, 2015. ISBN 9788869660115
- Raccontami una storia, trad. di Rosa Vanina Pavone, Il Castoro, 2017. ISBN 9788869661747
- Una vacanza da unicorni, trad. di Eleonora Armaroli, Terre di Mezzo, 2021. ISBN 9788861897434